# Kirchenkreis Bremerhaven
Der Kirchenkreis Bremerhaven ist ein überwiegend im Gebiet der norddeutschen Großstadt Bremerhaven befindlicher Kirchenkreis und zählt zum Sprengel Stade der Ev.-luth. Landeskirche Hannovers. Er ist einer der wenigen Kirchenkreise der Landeskirche, die nicht (ausschließlich) im Gebiet von Niedersachsen liegen. Gleichermaßen sind somit fast alle protestantischen Kirchen innerhalb Bremerhavens trotz der Zugehörigkeit der Stadt zum Bundesland der Freien Hansestadt Bremen und im Gegensatz zu den meisten in Bremen nicht der Bremischen Evangelischen Kirche zugehörig. Die gemeinhin als „Große Kirche“ bekannte Bürgermeister-Smidt-Gedächtniskirche in Bremerhaven-Mitte und die Reformierte Kirche in Bremerhaven-Lehe bilden die einzigen Ausnahmen unter den konventionellen evangelischen Kirchen in Bremerhaven, die nicht zum Kirchenkreis zählen.
Außerhalb von Bremerhaven zählt die Martinskirche in der niedersächsischen, bei Bremerhaven gelegenen Gemeinde Schiffdorf als einzige zum Kirchenkreis, die nicht im Stadtgebiet Bremerhavens liegt. Ferner zählt der Ort Imsum, der zur ebenfalls niedersächsischen Stadt Geestland zählt, zur Zionskirchengemeinde Imsum/Weddewarden, die Teil des Kirchenkreises Bremerhavens ist. Deren sowohl von Insum als auch dem Bremerhavener Stadtteil Weddewarden gemeinsam genutzte Kirche ist die Zionskirche in letzterem Gebiet.
Der Kirchenkreis Bremerhaven umfasst 11 Kirchengemeinden und 14 Kirchen oder als Sakralbauten genutzte Gebäude, wobei zwei Kirchen zwar noch im Eigentum einer Kirchengemeinde stehen, jedoch von dieser nicht mehr genutzt werden. Hauptkirchen des Kirchenkreises sind die Christus- und die Marienkirche in Bremerhaven-Geestemünde. Der Kirchenkreis zählt etwa 34.000 Mitglieder und unterhält mehrere soziale Einrichtungen. Superintendentin ist seit 2006 Susanne Wendorf-von Blumröder.

## Geschichte und Struktur
Der heutige Kirchenkreis wurde 1940 – damals noch als Kirchenkreis Wesermünde Stadt – gegründet. Seinen heutigen Namen erhielt er 1948. Daneben gab es die Kirchenkreise Wesermünde Nord und Wesermünde Süd in der damals noch „Wesermünde“ genannten Stadt Bremerhaven. Allen drei gingen im gleichen Jahr die Kirchenkreise Geestemünde, Lehe und Land Wursten vor. 1947 wurde dann die Seestadt Bremerhaven gegründet und die zuvor selbstständigen Städte Lehe und Geestemünde in diese eingemeindet, sodass im Zuge dessen auch die drei Kirchenkreise zu einem fusionierten.
In der Struktur des Kirchenkreises spiegelt sich somit auch die Geschichte Bremerhavens und der Zugehörigkeit seiner einst selbstständigen Stadtteile wider; so zählt der Kernbereich Bremerhavens mitsamt der Bürgermeister-Smidt-Gedächtniskirche, den der 1927 gegründete Hafen Bremens bildete, demnach zur Stadt Bremen, während Geestemünde und Lehe mit seinen protestantischen Kirchen traditionsgemäß zum Königreich Hannover zählten.

## Kirchengemeinden
Zum Kirchenkreis Bremerhaven zählen 11 Kirchengemeinden, zu denen wiederum 14 Kirchen oder als Sakralbauten konzipierte Gebäude zählen. Die Gemeinden sind fast alle in vier Regionen innerhalb des Kirchenkreises aufgeteilt. Diese und die dazu zählenden Kirchengemeinden mitsamt Kirchengebäuden sind:
- Region Nord:
  - Johanneskirchengemeinde mit der Johanneskirche in Bremerhaven-Speckenbüttel
  - Kirchengemeinde Leherheide mit der Markuskirche und dem Lukashaus in Bremerhaven-Leherheide

- Region Mitte-Lehe:
  - Dionysiuskirchengemeinde mit der Dionysiuskirche in Bremerhaven-Lehe
  - Kreuzkirchengemeinde mit der Kreuzkirche in Bremerhaven-Mitte
  - Michaelis-Pauluskirchengemeinde mit der Pauluskirche in Bremerhaven-Lehe

- Region Geeste:
  - Auferstehungskirchengemeinde mit der Auferstehungskirche in Bremerhaven-Surheide
  - Emmaus-Kirchengemeinde mit der mittlerweile nicht mehr kirchlich genutzten Matthäuskirche in Bremerhaven-Geestemünde und der Petruskirche in Bremerhaven-Grünhöfe
  - Marien- und Christuskirchengemeinde mit der Christus- und der Marienkirche in Bremerhaven-Geestemünde
  - Martinskirchengemeinde mit der Martinskirche in Schiffdorf

- Region Wulsdorf:
  - Kirchengemeinde Wulsdorf mit der Dionysius- und der mittlerweile nicht mehr kirchlich genutzten Martin-Luther-Kirche in Bremerhaven-Wulsdorf

- Zu keiner Region zugehörig:
  - Zionskirchengemeinde Imsum/Weddewarden mit der Zionskirche in Bremerhaven-Weddewarden